# Bistum Nha Trang
Das Bistum Nha Trang (lateinisch Dioecesis Nhatrangensis, vietnamesisch Giáo phận Nha Trang) ist eine in Vietnam gelegene römisch-katholische Diözese mit Sitz in Nha Trang.

## Geschichte
Papst Pius XII. gründete das Apostolische Vikariat Nha Trang  am 5. Juli 1957 aus Gebietsabtretungen des Apostolischen Vikariats Quinhon und des Erzbistums Saigon.
Mit der Apostolischen Konstitution Venerabilium Nostrorum wurde es am 24. November 1960 zum Bistum erhoben. Am 30. Januar 1975 verlor es einen Teil seines Territoriums an das Bistum Phan Thiết.

## Ordinarien

### Apostolischer Vikar von Nha Trang
- Raymond-Marie-Marcel Piquet MEP (5. Juli 1957 – 24. November 1960)

### Bischöfe von Nha Trang
- Raymond-Marie-Marcel Piquet MEP (24. November 1960 – 3. Juli 1966)
- François-Xavier Nguyên Van Thuán (13. April 1967 – 24. April 1975, dann Koadjutorerzbischof von Ho-Chi-Minh-Stadt)
- Paul Nguyên Van Hòa (25. April 1975 – 4. Dezember 2009)
- Joseph Võ Đức Minh (4. Dezember 2009 – 23. Juli 2022)
- Joseph Huỳnh Văn Sỹ (seit 1. Mai 2023)